# Municipio de Tepezalá
El municipio de Tepezalá es uno de los 11 municipios del Estado de Aguascalientes, situado al noreste del estado y con cabildo en la comunidad de Tepezalá. Colinda al norte con el Estado de Zacatecas. Está ubicado en las coordenadas geográficas 22° 13' de latitud norte y 102° 10' de longitud Oeste.
El clima es de tipo frío estepario, situado en una región montañosa.
Las principales actividades económicas son la agricultura, la ganadería y la minería.
En el año 2005 el municipio contaba con 17,372 habitantes, de los cuales 8,318 son hombres y 9,054 son mujeres.

## Historia
Tepezalá (en nahuatl “lugar entre cerros”) debe su nombre al paso que las montañas de San Juan y Altamira abre rumbo al Gran Tunal. Por estas tierras caminaron los guachichiles en busca de sus alimentos. Estos indígenas tuvieron una vida nómada basada en la caza y recolección. Frecuentemente establecieron sus campamentos en las cuevas de los cerros y en las orillas de los arroyos que cruzan la región.                                                                                      
Pero la vida de los guachichiles cambió violentamente hacia el siglo XVI,  cuando un grupo de aventureros españoles partieron a la búsqueda y exploración del territorio mexicano. A sangre y fuego, los españoles comenzaron a colonizar el altiplano central no sin dificultades, como lo demuestra la famosa Rebelión del Mixtón (1540-1541), en la zona del río Xuchila, pocos kilómetros del actual estado de Aguascalientes. Durante esta lucha, los indígenas derrotaron varias veces a los españoles. Fueron tan furiosos los ataques de los naturales, que los invasores se vieron en la necesidad de pedir ayuda al virrey de Mendoza.                                                                                      
El combate final inició el 1 de diciembre de 1541. Después de arduas batallas, los españoles lograron apoderarse del sitio. Así, el 8 de diciembre fueron derrotados los indígenas rebeldes.                                                                                      
El triunfo de los españoles fue determinante para la estabilidad de la ocupación española en la región de Aguascalientes, donde los encomenderos se encargaron de defender lo que ya había conquistado. Uno de los primeros que se estableció en Aguascalientes fue Juan de Tolosa quien hacia 1546 recibió por disposición del rey, las tierras de Tepezalá, Cuicillo y Sierra de Ibarra. Para proteger la producción minera y el paso de las personas, se hizo necesario poblar lo más rápido posible ciertos puntos estratégicos del vasto territorio.                                                                                      
Consecuencia de ello es que esta región en particular empezó a poblarse, siendo Tepezalá junto con Ciénega Grande y El Cuicillo los primeros caseríos establecidos dentro del actual territorio del estado de Aguascalientes. Concerniente a Tepezalá, se dice que fue fundado en 1546 por el capitán Juan de Tolosa (Poco más tarde también fundador de la villa de Zacatecas). Aunque algunas fuentes señalan que ya desde 1540 los conquistadores habían llevado grupos indígenas a poblar este lugar, a fin de explotar ciertas minas recién descubiertas.                                                                                      
En sus primeros momentos, Tepezalá tuvo una doble misión: como productor de minerales y como centro de refugio para los viajeros que se encaminaban al norte. Pero sus minas apenas si fueron explotadas, debido a que los feroces chichimecas atacaban sin piedad a los españoles.                                                                                      
Por 1550, a los dos años de la fundación de Zacatecas y de la apertura del Camino de la Plata, cometieron los chichimecas el primer asalto de la guerra chichimeca. Entre Mozilque y los ríos de Tepezalá, los zacatecos mataron a unos tarascos que llevaban mercancía a Zacatecas. Poco después, a tres leguas de allí, la misma banda de asaltadores cayó sobre unas recuas de Cristóbal de Oñate y Diego de Ibarra. Esta encarnizada guerra solo terminaría hasta el año de 1590.                                                                                      

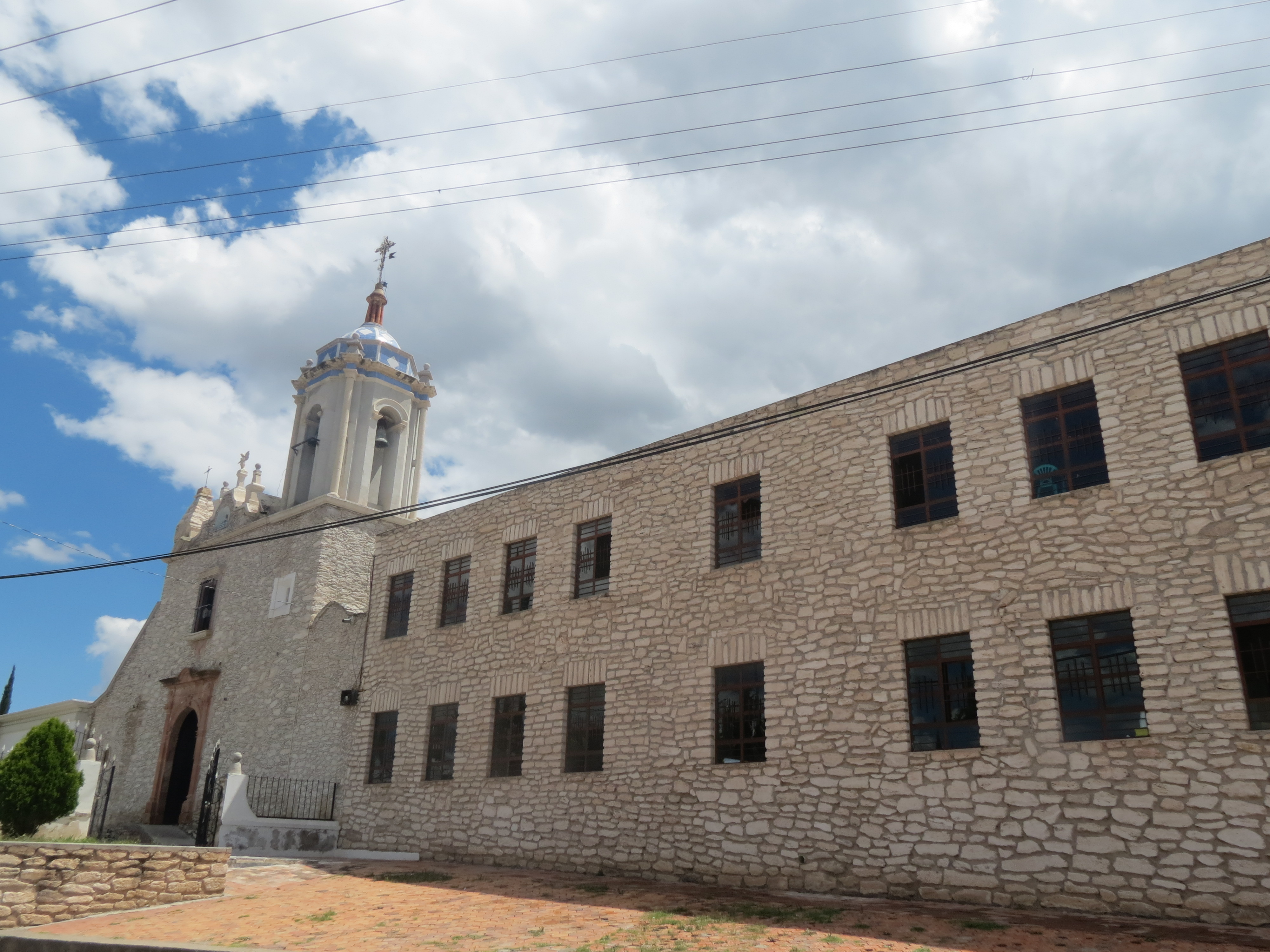
Santuario del Señor de Tepezalá

Es seguro que, viendo lo difícil de la situación, los españoles habían expuesto la necesidad de reforzar la presencia militar en la zona con la intención de pacificar a los indígenas rebeldes. La petición fue escuchada y el 16 de abril de 1557 Felipe II expidió la real cédula para la fundación de Tepezalá. Cabe aclarar que la citada cédula avala también la fundación de Charcas, hoy en San Luis Potosí. De tal manera la fundación de Tepezalá debe fijarse en 16 de abril de 1573, fecha de expedición de la real cédula.
Después vino la ejecución de la misma, lo cual necesariamente se llevó algunos meses.                                                                                      
El doctor don Juan Bautista de Orozco, oidor de la audiencia de Guadalajara, el 20 de marzo de 1574; al nombrar capitanes que se ordenaban en Nueva Galicia de tal manera que hicieran todo lo posible para fundar más poblaciones en los lugares peligros de las fronteras de los indios para su protección.                                                                                      
Tomando en cuenta estas cédulas, se puede fijar la fundación legal de Tepezalá hacia 1573. A Tepezalá, al igual que a Charcas y Lagos, se les atribuyó una muy especial importancia por su estratégica ubicación en la defensa contra los ataques de los bárbaros. Desgraciadamente, Tepezalá no pudo resistir las frecuentes embestidas de los indios. Su ubicación como paso obligado colocaba en la mira de los rebeldes. A pesar de todos los esfuerzos por mantenerlo como refugio seguro, se tuvo que buscar una nueva alternativa para asegurar el tránsito de hombres y mercancías.                                                                                      
Aguascalientes, actual capital del estado, ofreció mejores condiciones para cumplir con los objetivos del proyecto, debido a que en sus alrededores ya se habían establecido un gran número de vecinos. Con ello, Tepezalá fue descartada como posible centro de apoyo y fue autorizada la fundación legal de Aguascalientes el 22 de octubre de 1575.                                                                                      
Testigos de ese pasado son las construcciones civiles y religiosas que aún se mantienen en pie. Como reconocimiento a su importancia en la economía del estado, aún en el siglo XIX, Tepezalá fue elevado a categoría de municipio en el año de 1857.

## Localidades
| Código INEGI      | Localidad         | Población (2020) |
| ----------------- | ----------------- | ---------------- |
| 010090001         | Tepezalá          | 5 225            |
| 010090025         | San Antonio       | 3 889            |
| 010090012         | El Chayote        | 1 754            |
| 010090008         | Carboneras        | 1 494            |
| 010090004         | Los Alamitos      | 1 197            |
| Otras localidades | Otras localidades | 6 541            |
| Total municipal   | Total municipal   | 20 100           |

## Economía
En el territorio de Tepezalá se ubica la planta cementera Cementos y Concretos Nacionales (Cycna) perteneciente al núcleo Cruz Azul.

## Danza de indios
La Danza de indios es una tradición que tiene más de 200 años y que representa la batalla de la pluma contra los españoles, la lucha de defensa del territorio, desarrollado la batalla entre los cerros que hoy se pueden ver al entrar a esta comunidad, hoy en quedaron indicios de estas batallas siendo así pruebas de estos sucesos históricos, hoy en día cada 8 se septiembre se lleva a cabo esta representación de aquella batalla importante, donde los participantes de esto se visten de indio para llevar a cabo esta tradición, llevando como representación a la Virgen del Socorro ya que fue la traída por los españoles, quedando con los indios en aquel lugar donde se lleva a cabo esto situado en el Barrio del Socorro en la capilla de la Virgen del Socorro. 

## Distancias
- Aguascalientes 47 km.
- Asientos 12 km.
- Calvillo 99 km.
- Jesús María 46 km.
- Rincón de Romos 12 km.